# بلدة ليما (ميشيغان)
ليما (بالإنجليزية: Lima Township, Michigan)‏ هي بلدة تقع بولاية ميشيغان في الولايات المتحدة. تبلغ مساحتها 91.2 (كم²)، وترتفع عن سطح البحر 269 م، بلغ عدد سكانها 3307 نسمة في عام تعداد الولايات المتحدة 2010 حسب إحصاء مكتب تعداد الولايات المتحدة .

## وصلات خارجية
- The US50 - Cities and Towns in Michigan State
- Michigan Cities and Towns, Facts, Map, Flag, Colleges, Government, and More